# Gualdim Pais
Dom Gualdim Pais (1118-1195), croisé portugais, frère-chevalier de l'Ordre du Temple ainsi que chevalier du roi Alphonse Ier de Portugal, est le fondateur de la ville de Tomar.

## Biographie
Il est né à Amares (une ville dans la province de Minho près de Braga) en 1118, de Paio Ramires et Gontrode Soares. Il combattit les maures aux côtés du roi Alphonse Ier, ce dernier le fit chevalier en 1139 après la bataille d'Ourique. Il part peu après pour la Palestine, où il se bat cinq années durant en tant que chevalier templier. Il eut d'ailleurs un rôle important dans le siège de Gaza.

## Maitre de la province des templiers du Portugal
En 1157, il devient le quatrième maître de l'Ordre du Temple au Portugal, dont le siège central se trouvait à Braga. Il transféra ce siège dans le château de Tomar (qu'il fit bâtir en 1160), ce dernier se trouvant alors près de la frontière avec les états musulmans. La fameuse Rotonde des Templiers du couvent de l'Ordre du Christ du château de Tomar, inspirée de l'église du Saint-Sépulcre à Jérusalem, fut construite sous sa supervision. Il institua également un for, un ensemble de lois locales, pour la ville de Tomar en 1162. De plus, il supervisa la construction ou la restauration de plusieurs autres châteaux frontaliers pour l'Ordre du Temple tels que le château d'Almourol, ainsi que ceux d'Idanha, Ceres, Monsanto et Pombal. Enfin, il fonda la ville de Pombal et la dota également d'un for en 1174.
Bien qu'assiégé en 1190 par les forces bien supérieures en nombre du roi almoravide Abu Yusuf Yaqub al-Mansur, il réussit à les vaincre avec ses chevaliers et ainsi à préserver de toute invasion la frontière sud du jeune royaume du Portugal.
Il est mort à Tomar en 1195. Sa sépulture se trouve dans l'église de Santa Maria do Olival dans cette même cité.